# Vanessa Quin
Vanessa Quin (Tauranga, 15 de octubre de 1976) es una deportista neozelandés que compitió en ciclismo de montaña en la disciplina de descenso. Ganó una medalla de oro en el Campeonato Mundial de Ciclismo de Montaña de 2004.

## Palmarés internacional
| Campeonato Mundial | Campeonato Mundial | Campeonato Mundial | Campeonato Mundial |
| Año                | Lugar              | Medalla            | Competición        |
| ------------------ | ------------------ | ------------------ | ------------------ |
| 2004               | Les Gets (Francia) | Medalla de oro     | Descenso           |